# Psaume 129 (128)

La Moisson, de Camille Pissarro. Le psaume 129 utilise plusieurs images de la vie agricole, dont celle de la moisson, aux versets 6 et 7.

Le psaume 129 (128 selon la numérotation grecque) est l’un des 15 cantiques des degrés du livre des psaumes. Le psaume exprime la lamentation du juste frappé par les impies.

## Texte
| verset | original hébreu                                         | traduction française de Louis Segond                                                                                        | Vulgate latine                                                                                  |
| ------ | ------------------------------------------------------- | --- | ----------------------------------------------------------------------------------------------- |
| 1      | שִׁיר, הַמַּעֲלוֹת:רַבַּת, צְרָרוּנִי מִנְּעוּרַי-- יֹאמַר-נָא, יִשְׂרָאֵל         | [Cantique des degrés.] Ils m’ont assez opprimé dès ma jeunesse, qu’Israël le dise !                                         | [Canticum graduum] Saepe expugnaverunt me a iuventute mea dicat nunc Israhel                    |
| 2      | רַבַּת, צְרָרוּנִי מִנְּעוּרָי; גַּם, לֹא-יָכְלוּ לִי                      | Ils m’ont assez opprimé dès ma jeunesse, mais ils ne m’ont pas vaincu.                                                      | Saepe expugnaverunt me a iuventute mea etenim non potuerunt mihi                                |
| 3      | עַל-גַּבִּי, חָרְשׁוּ חֹרְשִׁים; הֶאֱרִיכוּ, למענותם לְמַעֲנִיתָם             | Des laboureurs ont labouré mon dos, ils y ont tracé de longs sillons.                                                       | Supra dorsum meum fabricabantur peccatores prolongaverunt iniquitatem suam                      |
| 4      | יְהוָה צַדִּיק; קִצֵּץ, עֲבוֹת רְשָׁעִים                              | L’Éternel est juste : Il a coupé les cordes des méchants.                                                                   | Dominus iustus concidet cervices peccatorum                                                     |
| 5      | בֹשׁוּ, וְיִסֹּגוּ אָחוֹר-- כֹּל, שֹׂנְאֵי צִיּוֹן                         | Qu’ils soient confondus et qu’ils reculent, tous ceux qui haïssent Sion !                                                   | Confundantur et convertantur retrorsum omnes qui oderunt Sion                                   |
| 6      | יִהְיוּ, כַּחֲצִיר גַּגּוֹת-- שֶׁקַּדְמַת שָׁלַף יָבֵשׁ                        | Qu’ils soient comme l’herbe des toits, qui sèche avant qu’on l’arrache !                                                    | Fiant sicut faenum tectorum quod priusquam evellatur exaruit                                    |
| 7      | שֶׁלֹּא מִלֵּא כַפּוֹ קוֹצֵר; וְחִצְנוֹ מְעַמֵּר                            | Le moissonneur n’en remplit point sa main, celui qui lie les gerbes n’en charge point son bras,                             | De quo non implevit manum suam qui metit et sinum suum qui manipulos colligit                   |
| 8      | וְלֹא אָמְרוּ, הָעֹבְרִים-- בִּרְכַּת-יְהוָה אֲלֵיכֶם;בֵּרַכְנוּ אֶתְכֶם, בְּשֵׁם יְהוָה | et les passants ne disent point : que la bénédiction de l’Éternel soit sur vous ! Nous vous bénissons au nom de l’Éternel ! | Et non dixerunt qui praeteribant benedictio Domini super vos benediximus vobis in nomine Domini |

## Usages liturgiques

### Dans le judaïsme
Le psaume 129 est récité entre Souccot et le Shabbat Hagadol.

### Dans le christianisme

#### Chez les catholiques
Selon la tradition ancienne depuis le haut Moyen Âge, ce psaume était exécuté en tant que le dernier psaume de l'office de vêpres du lundi, par la règle de saint Benoît fixée vers 530,.
Dans la liturgie des Heures actuelle, le psaume 129 est différentement chanté ou récité le jeudi de la quatrième semaine, à l’office du milieu du jour.

## Utilisation musicale
- Lili Boulanger : Psaume 129 : Ils m'ont assez opprimé dès ma jeunesse, pour baryton, chœur d'hommes et orchestre.